# Glenegedale
Glenegedale, schottisch-gälisch: Gleann Eigeadail, ist eine kleine Streusiedlung auf der schottischen Hebrideninsel Islay. Sie befindet sich etwa sechs Kilometer nördlich des Fährhafens Port Ellen und neun Kilometer südsüdöstlich der Inselhauptstadt Bowmore nahe dem Glenegedale River. Die nächstgelegenen Siedlungen sind das westliche Glenmachrie, das etwa drei Kilometer südlich gelegene Leorin sowie das vier Kilometer nördliche Duich. Die Ortschaft teilt sich in das westliche Glenegedale und das östlich gelegene Glenegedale Lots. Glenegedale besteht heute nur noch aus wenigen bewohnten Häusern. Im Jahre 1841 wurden in Glenegedale noch 97 Personen gezählt und weitere 25 in Glenegedale Lots. 1851 lebten nur noch 74 Personen in Glenegedale, wohingegen die Einwohnerzahl von Glenegedale Lots auf 174 angestiegen war.

## Einrichtungen
Westlich von Glenegedale liegt mit dem Islay Airport, auch Glenegedale Airport genannt, der einzige Flugplatz der Insel. Dieser wurde zu Zeiten des Zweiten Weltkriegs zum Militärflugplatz erweitert. Aus dieser Zeit liegen noch ein Kommandobunker sowie ein Schießübungsplatz in Glenegedale. Zwischen Ortschaft und Flugplatz verläuft die A846 zwischen Port Ellen und Bowmore.

## Archäologische Funde
Nördlich von Glenegedale auf einer Hügelkuppe befinden sich stark beschädigte Mauerreste, welche wahrscheinlich zu einem Dun gehörten und auf eine frühere Besiedlung des Gebietes schließen lassen. Das umfriedete Gebiet misst 12 m × 9 m.

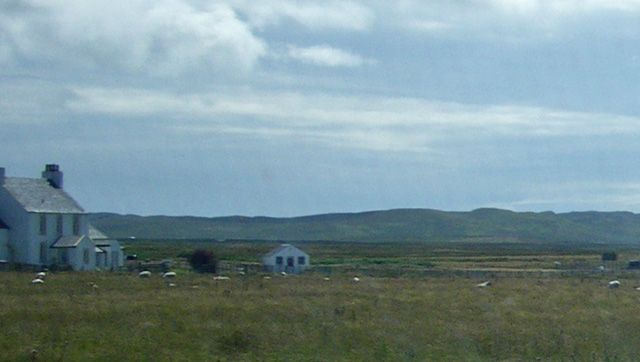
Gebäude in Glenegedale
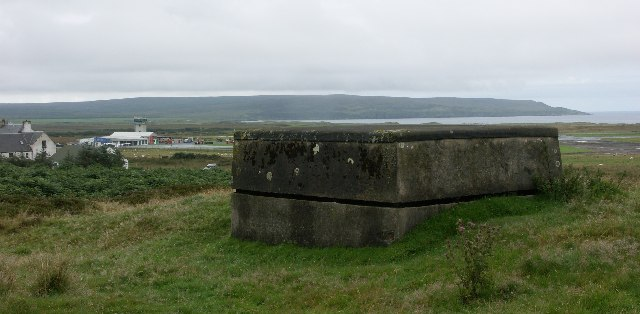
Militärischer Kommandobunker
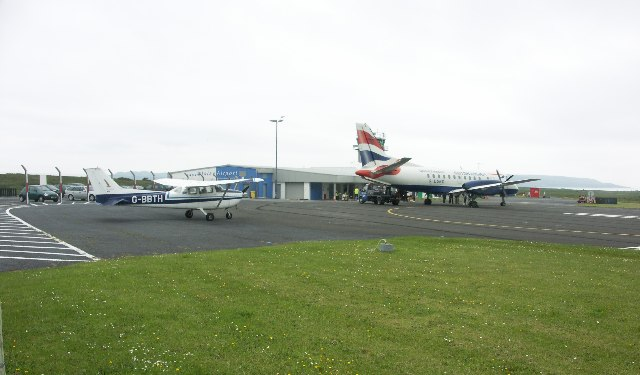
Islay Airport